# Brigida Haraldsdotter
Brigida Haraldsdotter (švédsky: Birgitta Haraldsdotter) ; asi 1131–1208) byla švédská královna, manželka Magnuse II.

## Život
Brigida Haraldsdotter byla nemanželkou dcerou norského krále Haralda Gilleho (Haralda IV.) Jméno její matky je neznámé, ale zřejmě jí byla Tora Gudmundsdotter, dlouholetá milenka jejího otce a matka Sigurda II. Podle legend byl jejím prvním manželem Inge II., ale to není pokládáno za reálné. Jejím prvním manželem byl spíše švédský šlechtic Karl Sunesson.
Její druhý manžel Magnus Švédsku vládl vládl jen krátce, v letech 1160–61. Po jeho zavraždění v roce 1161 vdala za švédského jarla Birgera Brosu z rodu Folkungů. Z tohoto manželství se jí narodila dcera Ingegerd Birgersdotter, která se v roce 1200 stala švédskou královnou.
V roce 1174 uchazeč o norský trůn Øystein Møyla požádal Brigidu a jejího manžela o pomoc, kterou mu poskytli. V roce 1176 o jejich pomoc žádal také jiný uchazeč o trůn Sverre Sigurdsson. Nejdříve ho odmítli, ale nakonec ho podpořili. Brosa zemřel v roce 1202.
Data jejího narození a úmrtí nejsou známá, ale narození její dcery se odhaduje kolem roku 1180. Byla navržena data 1131 až 1208. Po smrti Birgera Brosy vstoupila Brigida do kláštera Riseberga, kde zemřela a je pochována.

## Potomci
- Philippus Birgersson († 1200), norský jarl a jeden z největších podporovatelů Sverre Sigurdssona
- Knut Birgersson, švédský jarl
- Folke Birgersson († 1210), švédský jarl
- Ingegerd Birgersdotter, (asi 1180–1230), manželka švédského krále Sverkera II.
- Kristina Birgersdotter
- Markéta Birgersdotter